# Asta Nielsen
Asta Nielsen (Kopenhagen, 11. rujna 1882. – Kopenhagen, 25. svibnja 1972.), danska filmska i kazališna glumica.
Jedna od najvećih zvijezda nijemoga filma. Njezini su filmovi privlačili poput magneta, a s njome se uzdisalo, plakalo, voljelo, patilo, ljubilo i umiralo. Oponašale su se njezine frizure, odjeća, šminka, hod, geste... Po tome ona ostaje velikom damom razdoblja nijemoga filma.